# Sergej Kirov
Sergej Mironovitj Kirov (russisk: Серге́й Миро́нович Ки́ров, tr. Sergej Mironovitj Kírov; født Sergej Kostrikov; 27. marts 1886, død 1. december 1934) var en sovjetisk statsmand, politiker og medlem af det sovjetiske politbureau.
Kirov var førstesekretær for Leningradkomiteen fra 1925 til sin død i 1934. Han udførte i sine unge år revolutionært arbejde i den nordlige del af Kaukasusregionen. Efter Oktoberrevolutionen i 1917 var han en af kræfterne bag opbygningen af sovjetmagten i Nordkaukasus og Transkaukasien, og i 1921 blev han leder af Kommunistpartiet i Aserbajdsjan. Kirov overtog partiorganisationen i Leningrad fra Grigorij Sinovjev. Han blev fuldt medlem af Kommunistpartiets Politbureau i 1930 og af partisekretariatet i 1934. Den 1. december 1934 blev han myrdet i Leningrad. Sergej Kirov har efter sin død lagt navn til byen Kirov.